# 1838 en Italie
Chronologie de l'Italie
- 1834
- 1835
- 1836
- 1837
- 1838
- 1839
- 1840
- 1841
- 1842

## Événements
- 6 août : fondation à Venise de la congrégation des Sœurs maîtresses de sainte Dorothée[1].

- 6 septembre : l'empereur Ferdinand Ier d'Autriche est couronné roi de Lombardie-Vénétie à Milan[2].

- 25 octobre : évacuation d’Ancône par les Français[3]. les troupes françaises et autrichiennes quittent respectivement Ancône et Bologne, dans les États pontificaux, occupées depuis 1831. Fin de la crise d'Italie.

## Culture

### Opéras créés en 1838
- 30 janvier : Maria de Rudenz, opéra de Gaetano Donizetti, est créé à La Fenice à Venise.

## Naissance en 1838
- 11 janvier : Giovanni Cagliero, religieux, membre de l'ordre des salésiens, créé cardinal par le pape Benoît XV. († 28 février 1926)

## Décès en 1838
- 8 septembre : Pietro Rovelli, violoniste et compositeur de la période classique. (° 6 février 1793)